# Marpent
Marpent é uma comuna francesa na região administrativa de Altos da França, no departamento do Norte. Estende-se por uma área de 4.83 km². Em 2010 a comuna tinha 2 751 habitantes (densidade: 569,6 hab./km²).